# 杰登·佩奇
杰登·佩奇（英語：Jaydon Page，2004年12月23日—），澳大利亚男子田径运动员。他曾代表澳大利亚参加2022年英联邦运动会田径比赛，获得一枚银牌。他也曾参加2020年夏季残奥会。